# Bojt
Bojt is een plaats (község) en gemeente in het Hongaarse comitaat Hajdú-Bihar. Bojt telt 608 inwoners (2001).